# Lispocephala atrimaculata
Lispocephala atrimaculata är en tvåvingeart som först beskrevs av Stein 1915.  Lispocephala atrimaculata ingår i släktet Lispocephala och familjen husflugor.
Artens utbredningsområde är Taiwan. Inga underarter finns listade i Catalogue of Life.